# Бест, Мэри Эллен
Мэри Эллен Бест (англ. Mary Ellen Best, октябрь 1809, Йорк, Норт-Йоркшир — 10 мая 1891, Дармштадт) — британская художница. Наибольшую активность она проявляла в 1830-х годах, работая преимущественно акварелью, в основном изображая сцены из домашней жизни. 

## Биография

### Юные годы
Бест родилась в Йорке в 1809 году, она дочь доктора Чарльза Беста (с 1804 по 1815 год работал в больнице Бутхэм-Парк) и его жены Мэри Норклифф Далтон. Её сестра Розамонд Бест (ок. 1808-1881) также была выдающейся художницей, часто подписывавшей свои работы «R.B.». 
Семья Бестов жила на улице Литл-Блейк-стрит, недалеко от Йоркского собора. Когда Мэри Эллен Бест было шесть лет (1815), семья переехала на три года в Ниццу во Франции, где в 1817 году умер её отец; в 1818 году семья вернулась в Англию. Отец Мэри Эллен оставил по 1000 фунтов стерлингов ей и её сестре, которые они должны были унаследовать, когда им исполнится 21 год. В подростковом возрасте Бест посещала школу-интернат, где брала уроки у высококвалифицированного преподавателя рисования Джорджа Хо. Как и многие женщины среднего класса, она обучалась живописи и рисованию ради досуга и чтобы найти подходящего мужа. Однако она достигла уровня успеха, превышающего уровень любителя, и решила продолжить свои художественные поиски.

### Дальнейшие годы
После 1828 года она покинула школу-интернат и начала проявлять свою преданность искусству. Её наставником был Джордж Хо (1755–1827), экспонент произведений искусства. Она продолжила заниматься искусством в Йорке, своём родном городе, и в период с 1830 по 1836 год, в годы своей наиболее активной деятельности как художницы, её работы выставлялись на площадках Лондона, Лидса, Ньюкасла, Йорка и Ливерпуля. В 1830 году один из её натюрмортов был награждён серебряной медалью Лондонского общества поощрения искусств, мануфактур и торговли (ныне Королевское общество искусств) как «лучшая оригинальная композиция, написанная маслом или акварелью… лицами моложе двадцати одного года». В 1834 году, на пике своей творческой карьеры, она посетила Франкфурт, Германия, где она продолжила развивать свои навыки и продала ещё больше картин. 
В 1840 году Бест вышла замуж за Иоганна Антона Филиппа Сарга, школьного учителя, который имел доступ к значительно меньшим средствам, чем Бест. Мать Бест была из семьи Норклифф, владевшей поместьем Лэнгтон-холл. Это означало, что после смерти отца она унаследовала значительное состояние. Было высказано предположение, что унаследованное ею богатство стало причиной того, что Бест отказалась от своей художественной карьеры в 1850-х годах.
За время брака у пары родилось трое детей, которых она время от времени рисовала: Фрэнсис Чарльз Антон Сарг (21 декабря 1840 — 31 декабря 1921), Каролина Элизабет Сарг (позже Скриба, родилась 18 января 1842 года) и Джеймс Фредерик Сарг (16 августа 1843 — 1917).
Её двое сыновей, которых иногда называют Фрэнком (или Францем) и Фредериком (или Фредом), позже переехали в Гватемалу и в конечном итоге занялись экспортным бизнесом из Кобана под названием Sarg Hrnos (то есть братья Сарг), в основном экспортируя кофе. Старший брат позже стал дипломатическим консулом, представлявшим Германию в Гватемале, после чего его сын Энтони Фредерик Сарг переехал в Соединённые Штаты и прославился как кукольник и иллюстратор, известный как Тони Сарг.
Бест умерла в 1891 году в Дармштадте.

## Художественные работы
Вопреки общепринятой практике своего времени, Мэри Эллен Бест интересовалась изображением в своих картинах домашней жизни, включая семьи за столом, кухни и домашнюю прислугу. Она написала ряд акварельных изображений своего дома в Каслгейте, Йорк, включая изображения интерьера гостиной, столовой (написано в 1838 году) и одну из них, на которой она сама работает в своей комнате для рисования. Она также изображала другие дома, включая гостиную в Наберн-холле, где тогда жил Джордж Палмс. Выйдя замуж за Юхана Антона и переехав в Нюрнберг, Франкфурт, Вормс и Дармштадт, она продолжила изображать дома, в которых они жили.
В период с 1828 по 1840 год две трети портретов Бест были заказаны женщинами. Кэролайн Дэвидсон, написавшая биографию Бест, подсчитала, что в общей сложности она создала более 1500 картин.
Некоторые из рисунков Бест были переданы её правнучке, и 47 из них были проданы в январе 1983 года в Нью-Йорке, хотя Йоркская художественная галерея приобрела три из них. Остальные были проданы её правнучатым племянником год спустя. Картины представляют исторический интерес как свидетельство жизни Йоркшира и Европы в 1830-х и 1840-х годах.